# Lionel Hollins
Lionel Eugene Hollins (Arkansas City, Kansas, 19 de octubre de 1953) es un exjugador y entrenador de baloncesto estadounidense que disputó diez temporadas en la NBA en cinco equipos diferentes. Con 1,90 metros de altura, jugaba en la posición de Escolta. Actualmente ejerce como entrenador asistente de Houston Rockets.

## Trayectoria deportiva

### Universidad
Comenzó su carrera universitaria en el pequeño centro del Dixie State Community College, donde jugó durante dos temporadas, antes de ser transferido a la Universidad de Arizona State. En su primera temporada lideró al equipo promediando 17,3 puntos por partido, mientras que en 1975 promedió 16,7 puntos, llevando a su equipo al Torneo de la NCAA donde caerían en tercera ronda ante los finalmente campeones, UCLA. En el total de su carrera colegial promedió 17,0 puntos y 3,3 rebotes por partido.
Fue elegido en sus dos temporadas con los Sun Devils en el mejor quinteto de la Western Athletic Conference, e incluido en una ocasión en el tercer equipo All-American de la Associated Press.

### Profesional

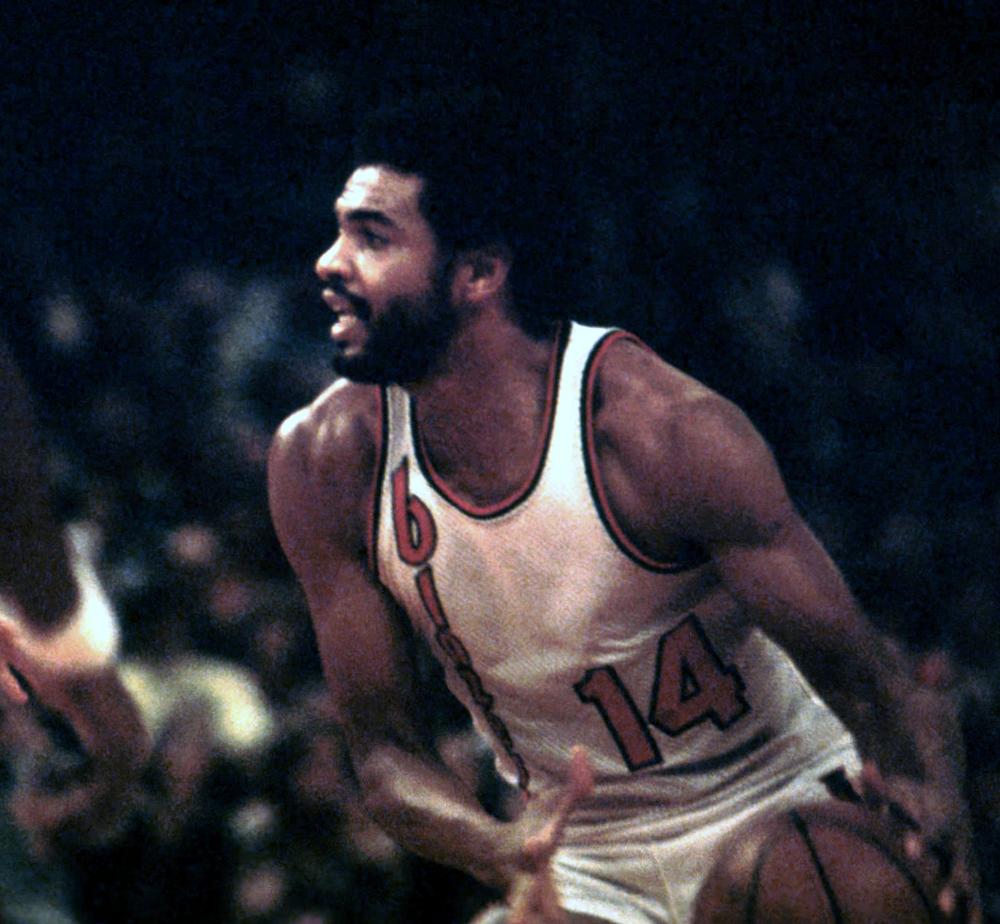
Hollins, con la camiseta de los Blazers.

Fue elegido en la sexta posición del Draft de la NBA de 1975 por Portland Trail Blazers. En su primera temporada fue elegido en el mejor quinteto de rookies, tras promediar 10,8 puntos y 4,1 asistencias por partido. En su segunda temporada se convirtió en la tercera pieza más importante de los Blazers, tras Maurice Lucas y Bill Walton, jugando casi 30 minutos por partido como titular, en una temporada en la que se hicieron con el anillo de campeones de la NBA tras derrotar a los Sixers por 4-2 en las Finales.
En la temporada 1977-78 disputó su primer y único All-Star, en el que consiguió 10 puntos y 8 asistencias, siendo el mejor pasador del equipo de la Conferencia Oeste. Al finalizar el año fue incluido en el mejor quinteto defensivo de la NBA. Al año siguiente fue incluido en el segundo mejor quinteto defensivo, en la que sería su última temporada completa con los Blazers, ya que mediada la temporada 1979-80 fue traspasado a Philadelphia 76ers.
Con los Sixers disputó dos temporadas y media, llegando en la temporada 1981-82 a disputar de nuevo las Finales de la NBA jugando al lado del Dr. J, Andrew Toney o Bobby Jones, promediando ese año unos buenos 11,0 puntos y 3,9 asistencias por partido. Al año siguiente fue traspasado a San Diego Clippers donde cuajó una buena temporada, aunque se perdió casi 30 partidos debido a las lesiones, las cuales harían mucha más mella al año siguiente, vistiendo la camiseta de Detroit Pistons, donde se vio relegado a ser el tercer base del equipo, por detrás de Isiah Thomas y Vinnie Johnson, jugando apenas 7 minutos por partido. En la temporada 1984-85 fue de nuevo traspasado, esta vez a Houston Rockets, donde recuperó el puesto en el quinteto titular, en la que iba a ser su última temporada como profesional, retirándose con 31 años. En el total de su trayectoria profesional promedió 11,6 puntos, 4,5 asistencias y 2,4 rebotes por partido. En abril de 2007, su camiseta con el número 14 fue retirada por los Blazers como homenaje a su carrera.

### Entrenador
Tras retirarse en 1985, regresó a la Universidad de Arizona State donde cumplió funciones de entrenador asistente durante dos temporadas. Ese mismo puesto ocupó entre 1988 y 1995 en Phoenix Suns, equipo con el que accedió a las Finales de 1993 y con el que ganó el título de la División Pacífico en 1993 y 1995. En la temporada 1995-96 se incorpora al equipo técnico de los Vancouver Grizzlies, llegando a ser entrenador principal interino en la temporada 1999-00, dirigiendo al equipo en 60 partidos.
Dirigió a equipos de ligas profesionales menores durante 3 años, siendo incluso miembro del equipo técnico de los Harlem Globetrotters en su gira de 2001. Volvió a los Grizzlies, esta vez en Memphis como asistente, ocupando el banquillo como interino durante cuatro partidos antes de ser contratado Mike Fratello. Unos años más tarde ocupó el cargo de primer entrenador, dirigiendo al equipo de los Memphis Grizzlies desde la temporada 2004-05 hasta la 2012-13. 
Después de un año sin actividad se mudó a Nueva York para entrenar a los Brooklyn Nets, hasta la temporada 2015-16.
En la temporada 2019-20 se unió al personal de entrenadores de Frank Vogel en Los Angeles Lakers, puesto que ocupó hasta julio de 2021.
En julio de 2022 se une al cuerpo técnico de Stephen Silas en Houston Rockets.

#### Estadísticas como entrenador
| Equipo    | Año     | Liga Regular | Liga Regular | Liga Regular | Liga Regular | Liga Regular                  | Playoffs | Playoffs | Playoffs    | Playoffs  |                             |
| Equipo    | Año     | Partidos     | Ganados      | Perdidos     | % victorias  | Clasificado                   | Ganados  | Perdidos | % victorias | Resultado |                             |
| Total     | Total   | 60           | 18           | 42           | .300         | -                             |          |          |             | -         |                             |
| --------- | ------- | ------------ | ------------ | ------------ | ------------ | ----------------------------- | -------- | -------- | ----------- | --------- | --------------------------- |
| Vancouver | 1999-00 | 60           | 18           | 42           | .300         | 7º en la División Medio Oeste |          |          |             |           |                             |
| Memphis   | 2004-05 | 4            | 0            | 4            | .000         | —                             | —        | —        | —           | —         | —                           |
| Memphis   | 2008-09 | 39           | 13           | 26           | .333         | 5º en la División Suroeste    | —        | —        | —           | —         | No Playoffs                 |
| Memphis   | 2009-10 | 82           | 40           | 42           | .488         | 4º en la División Suroeste    | —        | —        | —           | —         | No Playoffs                 |
| Memphis   | 2010-11 | 82           | 46           | 36           | .561         | 4º en la División Suroeste    | 13       | 7        | 6           | .538      | Pierde en Semifinales Conf. |
| Memphis   | 2011-12 | 66           | 41           | 25           | .621         | 2º en la División Suroeste    | 7        | 3        | 4           | .429      | Pierde en 1.ª ronda         |
| Memphis   | 2012-13 | 82           | 56           | 26           | .683         | 2º en la División Suroeste    | 15       | 8        | 7           | .533      | Pierde en Finales Conf.     |
| Brooklyn  | 2014-15 | 15           | 6            | 9            | .400         | -                             |          |          |             |           |                             |
| Total     |         | 430          | 220          | 210          | .512         |                               | 35       | 18       | 17          | .514      |                             |

## Estadísticas de su carrera en la NBA

### Temporada regular
| Temporada | Edad | Equipo                 | Liga | P   | TIT | MIN  | TC  | TCA  | %TC  | 3P  | 3PA | %3P  | TL  | TLA | %TL  | R.OF. | R.DEF. | REB | ASIS | ROB | TAP | PER | FP  | PTS  |
| 1975-76   | 22   | Portland Trail Blazers | NBA  | 74  |     | 25.6 | 4.2 | 10.0 | .421 |     |     |      | 2.4 | 3.3 | .721 | 0.5   | 1.8    | 2.4 | 4.1  | 1.8 | 0.4 |     | 3.2 | 10.8 |
| 1976-77   | 23   | Portland Trail Blazers | NBA  | 76  |     | 29.3 | 5.9 | 13.8 | .432 |     |     |      | 2.8 | 3.8 | .749 | 0.7   | 2.1    | 2.8 | 4.1  | 2.2 | 0.5 |     | 3.5 | 14.7 |
| 1977-78   | 24   | Portland Trail Blazers | NBA  | 81  |     | 33.8 | 6.6 | 14.8 | .442 |     |     |      | 2.8 | 3.7 | .743 | 1.0   | 2.4    | 3.4 | 4.7  | 1.9 | 0.4 | 3.0 | 3.3 | 15.9 |
| 1978-79   | 25   | Portland Trail Blazers | NBA  | 64  |     | 30.7 | 6.3 | 13.8 | .454 |     |     |      | 2.7 | 3.5 | .778 | 0.5   | 1.8    | 2.3 | 5.1  | 1.8 | 0.4 | 3.5 | 3.1 | 15.3 |
| 1979-80   | 26   | TOTAL                  | NBA  | 47  |     | 25.7 | 4.5 | 11.2 | .403 | 0.1 | 0.4 | .150 | 2.1 | 3.0 | .721 | 0.6   | 1.3    | 1.9 | 3.4  | 1.6 | 0.2 | 2.7 | 2.2 | 11.2 |
| 1979-80   | 26   | Portland Trail Blazers | NBA  | 20  |     | 20.7 | 4.1 | 10.7 | .385 | 0.1 | 0.5 | .100 | 1.7 | 2.7 | .642 | 0.3   | 0.8    | 1.0 | 2.5  | 1.5 | 0.1 | 3.0 | 1.8 | 10.0 |
| 1979-80   | 26   | Philadelphia 76ers     | NBA  | 27  |     | 29.5 | 4.8 | 11.6 | .415 | 0.1 | 0.4 | .200 | 2.5 | 3.2 | .770 | 0.9   | 1.7    | 2.6 | 4.1  | 1.7 | 0.3 | 2.5 | 2.5 | 12.2 |
| 1980-81   | 27   | Philadelphia 76ers     | NBA  | 82  |     | 26.3 | 4.0 | 8.5  | .470 | 0.0 | 0.2 | .133 | 1.5 | 2.1 | .731 | 0.6   | 1.8    | 2.3 | 4.3  | 1.3 | 0.2 | 2.5 | 2.5 | 9.5  |
| 1981-82   | 28   | Philadelphia 76ers     | NBA  | 81  | 81  | 27.9 | 4.7 | 9.8  | .477 | 0.0 | 0.2 | .125 | 1.6 | 2.3 | .702 | 0.4   | 1.9    | 2.3 | 3.9  | 1.3 | 0.2 | 1.8 | 2.4 | 11.0 |
| 1982-83   | 29   | San Diego Clippers     | NBA  | 56  | 54  | 32.9 | 5.6 | 12.8 | .437 | 0.1 | 0.4 | .143 | 2.3 | 3.2 | .721 | 0.5   | 1.8    | 2.3 | 6.7  | 2.0 | 0.3 | 3.5 | 2.8 | 13.5 |
| 1983-84   | 30   | Detroit Pistons        | NBA  | 32  | 0   | 6.8  | 0.8 | 2.0  | .381 | 0.0 | 0.1 | .000 | 0.3 | 0.4 | .846 | 0.1   | 0.6    | 0.7 | 1.9  | 0.4 | 0.0 | 0.8 | 0.8 | 1.8  |
| 1984-85   | 31   | Houston Rockets        | NBA  | 80  | 60  | 24.4 | 3.1 | 6.8  | .461 | 0.0 | 0.2 | .231 | 1.4 | 1.7 | .794 | 0.4   | 1.8    | 2.2 | 5.2  | 1.0 | 0.1 | 2.1 | 2.3 | 7.6  |
| Total     |      |                        | NBA  | 673 | 195 | 27.4 | 4.8 | 10.7 | .444 | 0.0 | 0.2 | .149 | 2.1 | 2.8 | .741 | 0.6   | 1.8    | 2.4 | 4.5  | 1.6 | 0.3 | 2.6 | 2.7 | 11.6 |

### Playoffs
| Temporada | Edad | Equipo                 | Liga | P  | MIN  | TCA | TC  | 3PA | 3P | TLA | TL  | R.OF. | REB | ASIS | ROB | TAP | PER | FP  | PTS | %TC  | %3P  | %FT   | MIN  | PTS  | REB | AST |
| 1976-77   | 23   | Portland Trail Blazers | NBA  | 19 | 682  | 134 | 321 |     |    | 60  | 88  | 13    | 52  | 85   | 47  | 5   |     | 74  | 328 | .417 |      | .682  | 35.9 | 17.3 | 2.7 | 4.5 |
| 1977-78   | 24   | Portland Trail Blazers | NBA  | 6  | 223  | 40  | 89  |     |    | 20  | 29  | 5     | 29  | 33   | 7   | 0   | 19  | 21  | 100 | .449 |      | .690  | 37.2 | 16.7 | 4.8 | 5.5 |
| 1978-79   | 25   | Portland Trail Blazers | NBA  | 3  | 66   | 8   | 26  |     |    | 5   | 7   | 1     | 3   | 5    | 3   | 0   | 7   | 8   | 21  | .308 |      | .714  | 22.0 | 7.0  | 1.0 | 1.7 |
| 1979-80   | 26   | Philadelphia 76ers     | NBA  | 18 | 618  | 97  | 233 | 0   | 10 | 54  | 68  | 17    | 71  | 113  | 27  | 3   | 46  | 49  | 248 | .416 | .000 | .794  | 34.3 | 13.8 | 3.9 | 6.3 |
| 1980-81   | 27   | Philadelphia 76ers     | NBA  | 16 | 490  | 67  | 152 | 0   | 1  | 29  | 37  | 8     | 34  | 65   | 17  | 1   | 19  | 42  | 163 | .441 | .000 | .784  | 30.6 | 10.2 | 2.1 | 4.1 |
| 1981-82   | 28   | Philadelphia 76ers     | NBA  | 8  | 114  | 15  | 49  | 0   | 1  | 4   | 6   | 1     | 9   | 25   | 9   | 1   | 13  | 11  | 34  | .306 | .000 | .667  | 14.3 | 4.3  | 1.1 | 3.1 |
| 1983-84   | 30   | Detroit Pistons        | NBA  | 2  | 6    | 0   | 1   | 0   | 0  | 0   | 0   | 0     | 0   | 0    | 0   | 1   | 2   | 0   | 0   | .000 |      |       | 3.0  | 0.0  | 0.0 | 0.0 |
| 1984-85   | 31   | Houston Rockets        | NBA  | 5  | 94   | 8   | 26  | 0   | 0  | 1   | 1   | 1     | 9   | 18   | 4   | 0   | 7   | 16  | 17  | .308 |      | 1.000 | 18.8 | 3.4  | 1.8 | 3.6 |
| Total     |      |                        | NBA  | 77 | 2293 | 369 | 897 | 0   | 12 | 173 | 236 | 46    | 207 | 344  | 114 | 11  | 113 | 221 | 911 | .411 | .000 | .733  | 29.8 | 11.8 | 2.7 | 4.5 |